# Acanthoderes satanas
Acanthoderes satanas är en skalbaggsart som beskrevs av Bates 1880. Acanthoderes satanas ingår i släktet Acanthoderes och familjen långhorningar. Inga underarter finns listade i Catalogue of Life.